# Soja Nikolajewna Tolbusina
Soja Nikolajewna Tolbusina (russisch Зоя Николаевна Тольбузина, geb. Semnuchowa russisch Земнухова; * 12. August 1922 in Dmitrijewsk, Ukrainische SSR; † 15. Mai 2017 in Moskau) war eine sowjetische bzw. russische Theater- und Film-Schauspielerin, Synchronsprecherin und Sängerin.

## Leben und Leistungen
Soja Semnuchowa wurde in der östlichen Ukraine als Tochter des Schneiders Nikolai Iljitsch Semnuchow (1895–1943) und seiner Frau Natalja Iwanowna (* 1896) geboren. 1928 zog die Familie nach Tiflis und 1936 in die Nähe von Krasnodar. In Anlehnung an den Sänger Alexander Stepanowitsch Pirogow entschied sich die junge Soja, eine künstlerische Laufbahn einzuschlagen, zog nach Rostow am Don und schloss dort 1940 zunächst die Mittelschule ab. Anschließend besuchte sie die dem Lenfilmstudio angegliederte Schauspielschule, an der seinerzeit Sergei Gerassimow unterrichtete. Nach Ausbruch des Großen Vaterländischen Krieges tat Semnuchowa zunächst freiwillig Dienst in Leningrad, wurde aber 1942 demobilisiert und immatrikulierte sich daraufhin am Gerassimow-Institut für Kinematographie. Das Kriegsende erlebte sie als Evakuierte in Alma-Ata. 1946 kehrte die angehende Mimin nach Moskau zurück und trat dem dortigen Staatstheater der Filmdarsteller bei, verließ dieses aber 1954 infolge ihre Verpflichtung durch das Gorki-Studio. Hier wirkte sie bis zum Mai 1992. Darüber hinaus besuchte Soja bis 1955 in Moskau eine Musikschule und trat danach auch als Sängerin in Erscheinung.
Ihre Filmlaufbahn begann bereits 1938 mit dem Kurzfilm Паровоз без тормоза, worauf in den 40er und frühen 50er Jahren aber lediglich Statistenrollen folgten. Erst mit ihrem Engagement im Drama Повесть об агрономе (1955) fand sie wieder Erwähnung in den Credits. Tolbusina, die ausschließlich als Nebendarstellerin fungierte, bediente im Lauf der Jahre verschiedene Genres, z. B. das Melodram (Смертный враг – 1971), die Musikkomödie (Карнавал – 1981) und den Politkrimi (Сочинение ко Дню Победы – 1998). Des Weiteren war sie in drei Märchenfilmen Alexander Rous zu sehen: als Hochzeitsgast in Feuer, Wasser und Posaunen, Gesellschafterin der Zarin in Die schöne Warwara und Waldgeist in Der Hirsch mit dem goldenen Geweih. Von den frühen 50er Jahren an war Tolbusina über 20 Jahre hinweg auch als Synchronsprecherin tätig, u. a. lieh sie Andréa Parisy in Drei Bruchpiloten in Paris und Eva Pflug in Die Antwort kennt nur der Wind ihre Stimme. Insgesamt wirkte sie an 117 Projekten mit, zuletzt im Jahr 2012 in zwei Folgen der Detektivserie Без срока давности.
Tolbusina starb rund drei Monate vor ihrem 95. Geburtstag und wurde auf dem Wagankowoer Friedhof beigesetzt.
Sie war seit 1987 Trägerin des Ordens des Vaterländischen Krieges II. Klasse.

## Privates
Semnuchowa heiratete 1944 Arkadi Tschubarow, vier Jahre später ging sie mit Schauspieler Arkadi Nikolajewitsch Tolbusin (1920–1972) die zweite Ehe ein. Das Paar trennte sich 1958 wieder. Sie hinterließ ihre Tochter Olga Bywschewa (* 21. Januar 1945), eine Enkelin sowie ihre Urenkelin Darija Golubzowa (* 7. Juni 1996).

## Filmografie (Auswahl)

### Darstellerin
- 1949: Die Stalingrader Schlacht – Teil 1 (Stalingradskaja bitwa I)
- 1950: Kubankosaken (Kubanskije kasaki)
- 1951: Goldener Sommer (Schtschedroje leto)
- 1966: So ein großer Junge (Takoi bolschoi maltschik)
- 1968: Neue Abenteuer der geheimnisvollen Rächer (Nowye prikljutschenija heulowimych)
- 1968: Feuer, Wasser und Posaunen (Ogon, woda i … mednye truby)
- 1970: Die schöne Warwara (Warwara-Krasa, dlinnaja kosa)
- 1973: Der Hirsch mit dem goldenen Geweih (Solotye roga)
- 1973: Die großen Habenichtse (Welikije golodranzy)
- 1975: Was ist los mit dir? (Tschto s toboi proischodit?)
- 1977: Weißer Bim, schwarzes Ohr (Bely Bim – Tschjornoje ucho)
- 1977: Liebe im Büro (Sluschebny roman)
- 1983: Sieben Zinnsoldaten (Semero soldatikow)
- 1986: Wegen klarer Überlegenheit (Sa jawnym preimuschtschestwom)
- 1998: Aufsatz zum Tag des Sieges (Sotschinenije ko Dnju Pobedy)

### Synchronsprecherin
- 1951: Wien tanzt – für Eva Leiter
- 1953: Der Vogelhändler
- 1954: Chronik armer Liebesleute (Cronache di poveri amanti)
- 1954: Ernst Thälmann – Sohn seiner Klasse – für Karla Runkehl
- 1954: Eine Generation (Pokolenie) – für Urszula Modrzyńska
- 1954: Kopf hoch (Fel a fejjel) – für Violetta Ferrari
- 1955: Budapester Frühling (Budapesti tavasz) – für Zsuzsa Gordon
- 1955: Ernst Thälmann – Führer seiner Klasse – für Karla Runkehl
- 1955: Heute Abend geht alles zu Ende (Dnes vecer vsechno skoncí) – für Eva Kubešová
- 1956: Die blonde Hexe (La Sorcière) – für Marina Vlady
- 1956: Krieg und Frieden (War and Peace) – für Anna Maria Ferrero
- 1957: Straße der Leidenschaft (La strada lunga un anno) – für Lia Rho-Barbieri
- 1957: Mazurka der Liebe
- 1958: Die eiserne Blume (Vasvirág) – für Ildikó Szabó
- 1958: Das haut einen seemann doch nicht um – für Antje Geerk
- 1958: Wir Wunderkinder – für Ingrid van Bergen
- 1958: Die Elenden (Les Misérables) – für Silvia Monfort
- 1958: Die großen Familien (Les grandes familles) – für Françoise Delbart
- 1959: Zwölf Mädchen und ein Mann – für Margit Nünke
- 1959: Der Wahlk(r)ampf (Left Right and Centre) – für Moyra Fraser
- 1960: Die weiße Spange (Bílá spona) – für Blazena Kramesová
- 1961: Der Traum des Hauptmann Loy – für Jana Brejchová
- 1962: Zwei Herren 'N' (Dwaj panowie 'N') – für Joanna Jędryka
- 1963: Germinal – für Berthe Granval
- 1963: Gudrun – für Yvonne Ingdal
- 1964: Die goldene Gans
- 1964: Die Handschrift von Saragossa (Rekopis znaleziony w Saragossie)
- 1964: Helden der Tscheka (Sotrudnik Tscheka) – für Swetlana Fedorowna Daniltschenko
- 1964: Der Angeklagte (Obžalovaný) – für Blanka Bohdanová
- 1966: Drei Bruchpiloten in Paris (La Grande vadrouille) – für Andréa Parisy
- 1966: Die nackte Schäferin (Nahá pastýrka) – für Eva Jandácková
- 1974: Die Antwort kennt nur der Wind – für Eva Pflug